# 단일형 문자
단일형 문자(單一形 文字, unicase)란 문자 체계 내에서 글자가 표준적으로 한가지 꼴만 갖춘 문자를 말한다. 한글, 히브리 문자, 아랍 문자 등은 단일형 문자에 속하며, 이에 반해 한 글자가 대문자/소문자의 두 가지 표준 꼴을 갖춘 로마자, 키릴 문자, 그리스 문자 등은 단일형 문자가 아니다.
로마자, 키릴 문자와 같은 유럽의 문자들은 본디 고대에는 단일형 문자(대문자만 존재)에 속했다가 뒷날에 소문자가 갖춰져 복합형 문자로 발전해 왔다. 반면, 조지아 문자는 복합형 문자였다가 하나로 합쳐진 경우이다. 로마자도 쓰임새에 따라서 대문자/소문자의 구별없이 단일형 문자로 쓰기도 한다. IPA가 그러하며 클링온어 같은 인공어의 표기에도 대소문자를 구별하지 않는다.